# 본성 (일본)
본성(일본어: 本姓 혼세이[*])은 메이지 시대 이전 일본에서 명자(=묘자)나 가명과는 다른 ":본래의 성"이라는 뜻이다. 단순히 성(일본어: 姓 세이[*])이라고도 하지만, 씨성제도의 성(일본어: 姓 カバネ[*])와는 다르다.
본성은 말 그대로 본래의 성을 의미한다. 예컨대 도쿠가와 이에야스는 "도쿠가와 지로사부로 미나모토노 아손 이에야스(徳川次郎三郎源朝臣家康)"가 정식 이름인데, 여기서 "도쿠가와"는 명자이고, "미나모토노"가 본성이다.
가마쿠라 시대를 전후하여 공경 무사 사이에 가명과 명자가 보급되어 그전까지의 씨를 중심으로 한 인명호칭에 큰 변화가 나타났다. 예컨대 헤이안 시대까지는 후지와라노 미치나가, 스가와라노 미치자네처럼 씨와 휘가 결합되어 있고 그 사이에 "노"를 넣어 씨를 나타낸 인명이 주류였다. 그런데 예컨대 후지와라씨의 경우 후지와라 남가와 후지와라 북가 등으로 분화하여 "가(家)"가 의식되게 되었다. 또한 세이와 겐지는 미나모토노 미쓰나카의 장남 미나모토노 요리미쓰로부터 셋쓰 겐지, 차남 미나모토노 요리치카로부터 야마토 겐지, 삼남 미나모토노 요리노부에게서 가와치 겐지가 발생하는 등 공통 조상을 가진 동족 중에서도 계통분화의 결과 지파가 된 각각이 혈족의식을 가지게 되었다. 그리하여 헤이안 시대 말기에 이르면 지행이나 장원 같은 토지 지명을 성으로 사용하는 새로운 혈족단위가 생겨났다.
성은 적장자에게만 계승되었기에 서자는 새로운 명자를 칭하고 서가로 분가하는 경우가 많았다. 예컨대 겐지 일문의 아시카가씨에서 시바 씨와 키라 씨가 분가해 나갔다. 이런 식으로 명자는 무수히 파생되었다. 씨족인구 확대와 더불어 명자의 다양화는 씨만 보아서는 개인의 동족집단 확인이 어려워지게 되었다.  이런 상황에서 명자는 동씨족 사이의 일족 구성을 구별하는 새로운 단위로 기능하였고, 명자를 통해 영지의 판도 정당성을 자칭하는 의미도 가졌다.
하지만 명자의 출현이 고대로부터 이어져온 씨성 명칭을 대체한 것은 아니다. 공문서에서는 벼슬과 씨, 휘가 기재되었고, 출신 가문을 중요시하는 당시의 명예의식으로 인해 씨는 집안의 유서깊음을 자랑하는 수단으로 지속되었다. 특히 센고쿠 시대에서 에도 시대에 걸쳐 고대씨족 계보에 속하지 않고 씨성이 분명하지 않은 무사들이 다이묘로 대두, 벼슬을 원할 시 특정 씨족을 사칭할 수도 있었다.
메이지 3년(서기 1870년)의 평민묘자허가령, 메이지 8년(서기 1875년)의 평민묘자필칭의무령에 의해 일본 국민은 모두 공적으로 묘자(법적으로는 후에 "씨"로 호칭되게 된다)를 가지게 되었고, 이에 따라 본성과 명자의 구분은 사라졌다.